# بين نيلسون (لاعب كرة قدم أمريكية)
بين نيلسون (بالإنجليزية: Ben Nelson)‏ هو لاعب كرة قدم أمريكية أمريكي، ولد في 21 أغسطس 1979 في كون رابيدز في الولايات المتحدة.

## وصلات خارجية
- بين نيلسون على موقع مرجع كرة القدم المحترفة.كوم (الإنجليزية)